# Полісся (Ставки)
Футбольний клуб «Полісся» Ставки — український аматорський футбольний клуб із села Ставки Радомишльського району Житомирської області, заснований у 1988 році. Виступав у Чемпіонаті та Кубку Житомирської області. З 2022 року грає у Вищі лізі Київської області. Домашні матчі приймає на стадіоні «Ставки-Арена».

## Досягнення
- Чемпіонат Житомирської області
  - Чемпіон: 2018, 2021
  - Срібний призер: 2017
  - Бронзовий призер: 2019, 2020
- Кубок Житомирської області
  - Володар: 2017, 2022
- Суперкубок Житомирської області
  - Володар: 2018, 2019
- Чемпіонат Київської області
  - Бронзовий призер: 2023
- Меморіал Олега Макарова
  - Бронзовий призер: 2023
- Меморіал Олександра Щанова
  - Переможець: 2023